# Daglicht

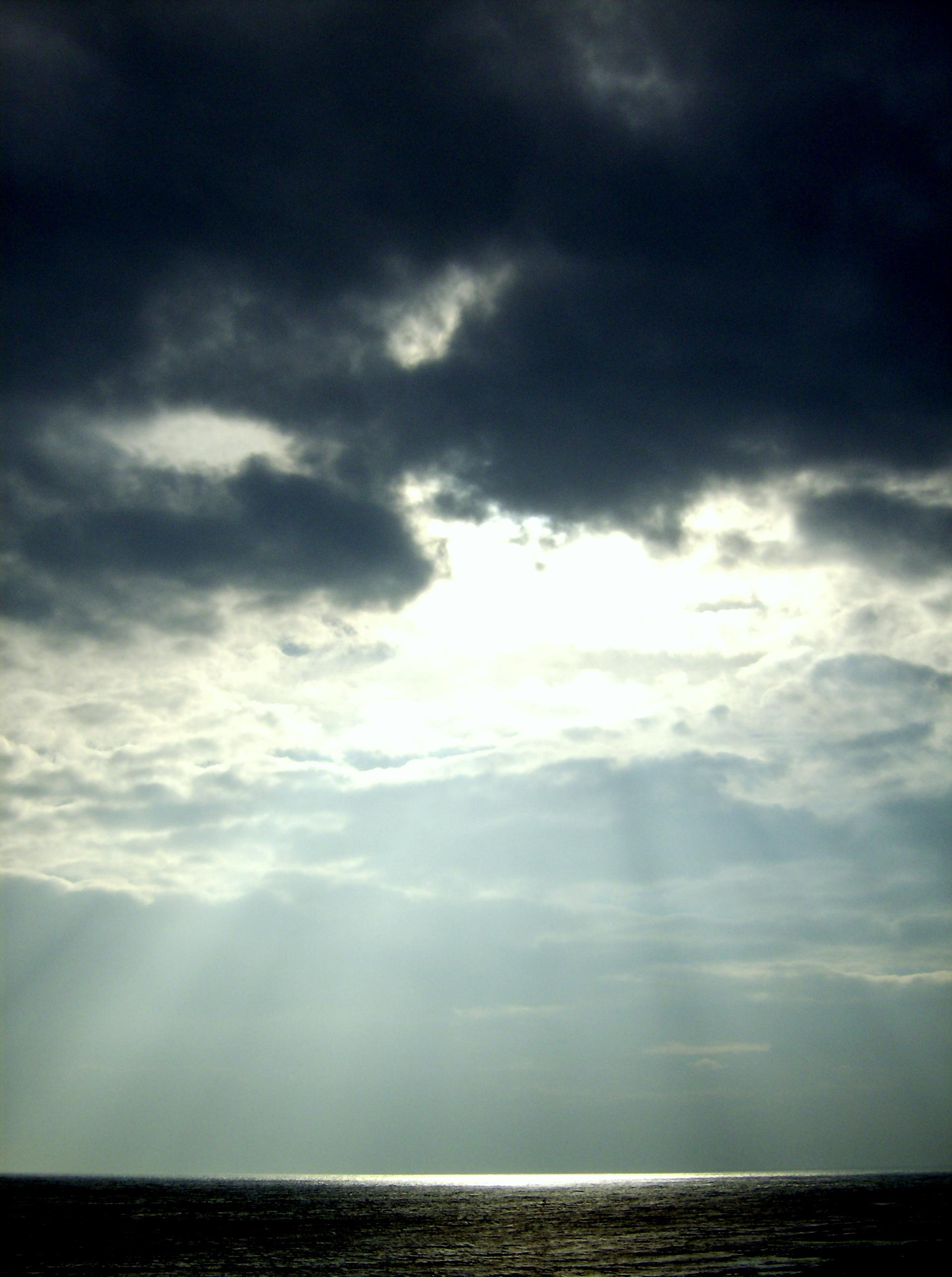
Zonlicht schijnt door de wolken

Daglicht bestaat uit zowel het directe licht van de zon, als het indirecte licht dat via de atmosfeer en de wolken diffuus de aarde bereikt. De duur van het daglicht in een etmaal is afhankelijk van de breedtegraad van de plek op Aarde en het moment van het jaar binnen de seizoenen. Daglicht is belangrijk voor een groot deel van het leven op aarde, het menselijk functioneren en de gezondheid van mensen in het algemeen. 

## Vergelijking met kunstlicht
Bij gebrek aan daglicht is kunstlicht een alternatief. Dit ontstaat door het omzetten van (elektrische) energie in zichtbaar licht (bijvoorbeeld gloeilamp, fluorescentielamp LED etc). De CIE-standaard die het complete daglicht spectrum nabootst heet lichtbron D65.

### Verschillen
De grote verschillen in gebruik en toepassing tussen daglicht en kunstlicht zijn de volgende:
Daglicht
- is door de atmosfeer dynamisch wat betreft kleur en intensiteit;
- heeft een zeer goede kleurkwaliteit, vanwege het continue spectrum;
- treedt een ruimte meestal binnen door de ramen in de muren;
- in een ruimte is voor de hoeveelheid en het soort licht is afhankelijk van de oriëntatie, positie en de afmetingen van de ramen.

Kunstlicht daarentegen
- heeft bij oudere technieken meestal een statisch karakter wat betreft de hoeveelheid licht en de kleur;
- heeft in de meeste consumenten producten geen volledig spectrum waardoor niet alle kleuren even goed worden weergegeven (zie kleurweergave-index);
- wordt vaak in of aan het plafond geplaatst;
- heeft meestal een klein helder oppervlak t.o.v. ramen, waardoor meerdere lampen of lampen met hoog vermogen nodig zijn (en dus hoog energieverbruik).

### Simulatie
Daglichtsimulatie wordt o.a. gebruikt in de veeteelt, tuinbouw en in verpleeginstellingen.

## Architectuur
Om in Nederland een ruimte in huis of op kantoor volgens het Bouwbesluit tot een verblijfsruimte te maken, moet er sprake zijn van voldoende daglichttoetreding. De norm hiervoor is vastgelegd in het Bouwbesluit (NEN 2057). Het Bouwbesluit heeft als vuistregel dat het glasoppervlak minimaal 10% van het beloopbare vloeroppervlak (2,6 m hoog) moet beslaan.